# Stéphane Javelle
Stéphane Javelle (Lyon, 16. studenoga 1864. - Nice, 3. kolovoza 1917.), francuski astronom

## Životopis
Rođen u Lyonu. Od 1888. je radio u Opservatoriju u Nici kao pomoćnik Henrija Josepha Perrotina. Otkrio je 1364 objekta Indeksnog kataloga.